# Tandridge (distretto)
Tandridge è un distretto del Surrey, Inghilterra, Regno Unito, con sede a Oxted.
Il distretto nacque il 1º aprile 1974 secondo il Local Government Act 1972 dall'unione del distretto urbano di Caterham and Warlingham e del Distretto rurale di Godstone.

## Parrocchie civili
- Bletchingley
- Burstow
- Caterham on the Hill
- Caterham Valley
- Chaldon
- Chelsham and Farleigh
- Crowhurst
- Dormansland
- Felbridge
- Godstone
- Horne
- Limpsfield
- Lingfield
- Nutfield
- Outwood
- Oxted
- Tandridge
- Tatsfield
- Titsey
- Warlingham
- Whyteleafe
- Woldingham